# Jaquetón

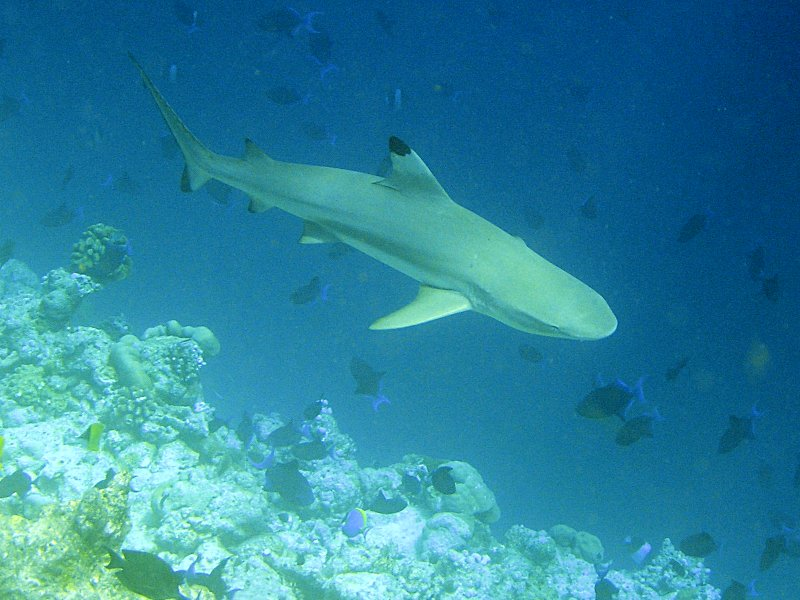
Carcharhinus melanopterus

En sentido estricto, jaquetón (aumentativo de jaque, antiguo sinónimo de "amenaza" hoy relegado al mundo del ajedrez) es uno de los nombres que recibe el famoso tiburón blanco, Carcharodon carcharias. Sin embargo, existen muchos otros tiburones que llevan la palabra "jaquetón" en al menos uno de sus nombres comunes:
- Jaquetón blanco: Carcharodon carcharias
- Jaquetón chato: Carcharhinus amboinensis
- Jaquetón cobre: Carcharhinus brachyurus
- Jaquetón dentiliso: Carcharhinus isodon
- Jaquetón del Estrecho: Carcharhinus acarenatus
- Jaquetón de las Galápagos: Carcharhinus galapagensis
- Jaquetón de ley: Carcharodon carcharias, Carcharhinus longimanus
- Jaquetón lobo: Carcharhinus obscurus
- Jaquetón manchado: Carcharhinus limbatus
- Jaquetón de Milberto: Carcharhinus plumbeus
- Jaquetón nocturno: Carcharhinus signatus
- Jaquetón picoto: Carcharhinus altimus
- Jaquetón picudo: Carcharhinus brevipinna
- Jaquetón de puntas negras: Carcharhinus melanopterus
- Jaquetón sedoso: Carcharhinus falciformis
- Jaquetón toro: Carcharhinus leucas
- Tiburón jaquetón: Carcharhinus falciformis